# Dominique Wilms
Dominique Wilms (* 8. Juni 1930 als Claudine Maria Célina Wilmes in Montignies-sur-Sambre, Belgien) ist eine belgische Ex-Schauspielerin, ein Star des actionreichen, französischen Unterhaltungsfilms der 1950er und 1960er Jahre.

## Biografie
Wilms besuchte zu Beginn der 1950er Jahre in Paris die 'École des Beaux-Arts' und arbeitete anschließend als Mannequin. Der Filmregisseur Edmond T. Gréville sah sie eines Tages und empfahl sie an den jungen Kollegen Bernard Borderie weiter, der ihr die weibliche Hauptrolle in dem zynischen Thriller Im Banne des blonden Satans gab. An der Seite des bis dahin völlig unbekannten Amerikaners Eddie Constantine, der mit diesem Trashfilm-Klassiker über Nacht zum neuen Actionstar des amerikanischen Gangster- und Prügelfilms werden sollte, gelang auch der Belgierin der Durchbruch.
Seit ihrem Leinwanddebüt wurde Dominique Wilms regelmäßig auf den Typus des verruchten, blonden Vamps festgelegt, der skrupellosen Luxus-Schlampe, die berechnend die Männer um den Finger wickelt und sie im Bedarfsfalle eiskalt abserviert. Nicht unähnlich angelegt war ihr erster Ausflug zum deutschen Film, zu der haarsträubenden Dschungelmär Romarei, das Mädchen mit den grünen Augen. Im Jerry-Cotton-Serienprodukt Um null Uhr schnappt die Falle zu besetzte man sie als das abgebrühte Gaunerliebchen Maureen, das maßgeblich in den Raub von Juwelen und 20 Kanistern Nitroglycerin verwickelt ist, mit dem ein Großgangster Teile Manhattans in die Luft zu sprengen droht.
Auch in Wilms anderen Filmwerken, durchgehend leicht konsumierbare B-Filme mit hohem Kult- und Trashfaktor, in denen sie mehrmals (wie auch in ihrer zweiten deutschen Produktion Bomben auf Monte Carlo) auf Constantine als Filmpartner stieß, bediente sie das Klischee des leichtlebigen, amoralischen Flittchens und des 'männermordenden' Luders. Als sich 1957 die Chance bot, auf Empfehlung der Schriftstellerin Françoise Sagan nach Hollywood zu gehen, um in Otto Premingers Verfilmung des Sagan-Romans Bonjour tristesse mitzuwirken, lehnte sie ab, da sie sechs Monate in den USA hätte bleiben müssen, um vor Ort ihr Englisch zu perfektionieren. Der ihr angebotene Part der Elsa ging daraufhin an die fünf Jahre jüngere Kollegin Mylène Demongeot.
Der immer gleichen Rollen müde, entschloss sich Dominique Wilms, die nur äußerst selten in Fernsehproduktionen mitgewirkt hatte, 1967 zum Rückzug aus dem Filmgeschäft. Stattdessen studierte sie an der 'École du Louvre' vier Jahre lang Kunstgeschichte und widmete sie sich der Malerei. Ein weiteres Hobby war die Restauration von Kunstgegenständen.
Dominique Wilms ist seit 1957 mit ihrem Berufskollegen Jean Gaven (* 1922) verheiratet.

## Filmografie
- 1953: Im Banne des blonden Satans (Le môme vert le gris)
- 1954: Serenade für zwei Pistolen (Les femmes s'en balancent)
- 1954: Whisky, Dynamit und Teufelsweiber (La soupe à la grimace)
- 1954: Block 3 antwortet nicht (Pas de coup dur pour Johnny)
- 1954: Die sich verkaufen (Les clandestines)
- 1955: Les pépées font la loi
- 1956: Schrei des Gewissens (Les assassins du dimanche)
- 1956: Das Geheimnis der drei Dschunken (La rivière des trois jonques)
- 1956: Mit allen Wassern gewaschen (Et par ici la sortie)
- 1957: Liebe, Lumpen, Leidenschaften (Le grand bluff)
- 1957: Les aventuriers du Mékong
- 1958: Romarei, das Mädchen mit den grünen Augen
- 1959: Mädchenhändler von Paris (Chaque minute compte)
- 1959: Mörder bitten zum Tanz (Y en a marre)
- 1959: Deuxième bureau contre terroristes
- 1960: Bomben auf Monte Carlo
- 1960: Liebe am Ende der Welt (Questo amore ai confini del mondo)
- 1962: Julius Cäsar, der Tyrann von Rom (Cesare, il conquistadore delle Gallie)
- 1964: Heiße Hölle Bangkok (Banco à Bangkok pour OSS 117)
- 1965: Um null Uhr schnappt die Falle zu
- 1966: Pokerspiel um vier Damen (Carré de dames pour un as)
- 1966: Les voyageurs de l’espace (TV)
- 1970: Graf Yoster gibt sich die Ehre (dt. TV-Serie, Episode: „Fast ein Kollege“)
- 1972: La canne (TV)
- 1999: Le club (TV-Serie, eine Episode)